# Parasite Eve II
Parasite Eve II (パラサイト・イヴ2?, Parasaito Ivu Tsū) è un videogioco appartenente alla categoria action RPG sviluppato dalla Squaresoft nel 1999 e pubblicato in Europa nell'agosto del 2000. Parasite Eve, il suo predecessore, non venne mai pubblicato in Europa, ma, dal momento che la trama principale viene ripresa approfonditamente anche in questo capitolo, è possibile apprezzare questo seguito anche senza aver giocato al primo.
Parasite Eve nasce come libro dalla mente del farmacologo e scrittore Hideaki Sena, che fu seguito da un film, nel 1997, distribuito soltanto in Asia e in America, e dai due videogiochi omonimi, più due manga.
Dal 2 giugno 2011 è possibile scaricare Parasite Eve II su PlayStation 3 e PlayStation Portable tramite PlayStation Network.

## Trama
Aya Brea è diventata una Hunter, ossia un agente investigativo appartenente al M.I.S.T. (Mitochondrion Investigation and Suppression Team), sezione speciale dell'FBI che si occupa di investigare sui fenomeni inerenti all'attività delle creature neo-mitocondriali nella regione di Los Angeles.
A 3 anni dagli eventi del primo Parasite Eve, gli avvistamenti di NMC (Neo-Mitochondrial Creature) si sono fatti sempre più radi. Tuttavia, una sera di settembre, una chiamata d'emergenza scuote l'intero dipartimento. Un attacco sospetto ha causato delle esplosioni nell'immenso centro commerciale Akropolis Tower. Aya e un suo taciturno e burbero collega, Rupert Broderick, si dirigono sul luogo per investigare.
Aya trova una donna in una caffetteria, che sembra apparentemente stare male, ma poi, all'improvviso, essa si trasforma, mutandosi orribilmente in un NMC con braccia muscolose. Aya e Rupert proseguono le ricerche, scoprendo che non sono gli unici a caccia di NMC. Un altro uomo, col volto coperto da una maschera di ferro, animato da una forza sovrumana e armato di un machete fiammeggiante, impazza nell'edificio.
Quando Aya lo incontra faccia a faccia si dimostra subito ostile, pur ammettendo che anche lui è a caccia di mostri. I due si battono e la protagonista ha la meglio, ma il pericolo non è cessato. L'intero edificio era stato minato da ignoti con della dinamite. L'uomo in divisa scappa, lanciandosi giù dal tetto dell'edificio, e Aya e Rupert si salvano per miracolo con un elicottero.
Tornata al MIST, Aya riceve un nuovo incarico dal direttore Eric Baldwin: andare a indagare su degli strani avvistamenti legati a misteriose morti di bestiame nella cittadina di Dryfield, nel deserto del Mojave. Aya è furente per essere stata allontanata dalle sue indagini sull'incidente dell'Akropolis, ma esegue gli ordini e si dirige sul posto. Nel frattempo, il tecnico di laboratorio, Pierce Carradine, scopre che l'innesto tecnologico trovato nel cranio dell'NMC umanoide è un dispositivo che permetterebbe a qualcuno di controllare le creature a distanza.
Dryfield è infestata dagli NMC, e lì Aya incontra Gary Douglas, con il suo cane Flint, intenti a sopravvivere all'ondata di mostri. Questi la supporteranno per una buona parte del suo viaggio. Salva poi Kyle Madigan, un investigatore privato alla ricerca di un'entrata per un rifugio fra le montagne vicino a Dryfield, dove potrebbe esserci la risposta all'invasione di NMC. Dopo non poche avventure sul posto, dove Aya ha l'occasione d'incontrare di nuovo l'uomo con la maschera di ferro, assieme a Kyle, riesce ad arrivare al rifugio, dove però viene separata dal detective a causa di un branco di mostri inferociti.
Lì, Aya scopre i discutibili esperimenti sugli NMC, e l'invenzione, tramite tecniche genetico-molecolari, degli ANMC (Artificial Neo-Mitochondrial Creature), creati proprio dall'analisi del DNA della protagonista. E non è tutto; infatti, nei sotterranei dei laboratori si nasconde un'immensa serra, con biomi diversi, per permettere alle creature di crescere, svilupparsi e crearsi un ecosistema proprio: Neo-Ark (Shambala, nella versione giapponese), che non è altro che una specie di zoo, dove però gli animali, lontani dalle cure dei padroni, hanno preso il sopravvento.
Disattivati i generatori principali, Aya recupera assieme a Kyle (finalmente ritrovato), una bambina, creata anch'essa dal suo DNA. Inizialmente, la scambia per sua sorella Maya, ma in realtà si trattava solo di un suo clone, chiamato Eve, capace di controllare tutti gli esseri di Neo Ark. Infatti, mentre cerca di portarla in salvo, gli animali sono in agonia, essendogli mancato il supporto della bambina. Tuttavia, l'uomo mascherato ritorna e rapisce Eve, dichiarando il suo nome in codice (No. 9) e chiedendo di mandare un elicottero a prenderli.
Aya, quindi, è costretta a fuggire verso l'esterno della base, inseguita da numerosi Golem (guardie del rifugio con poteri neo-mitocondriali) per il tutto il tragitto, fino a quando non viene salvata dall'esercito. Qui, riprende le forze, e ritorna all'attacco della base, sentendo che Eve è ancora lì. Trova così Kyle, No. 9 ed Eve davanti a una gigantesca crisalide, che aspetta solo di assimilare la bambina per potersi schiudere e spargere il proprio virus per tutto il mondo, in modo da mutare tutta l'umanità in ANMC. Kyle, però, dimostra ad Aya che stava facendo il doppio gioco con il Golem, e gli spara alle spalle.
Sembra tutto finito, ma un raggio di energia sparato da un satellite governativo segreto distrugge il grande hangar della crisalide, ferendo gravemente Kyle e permettendo alla pupa di assorbire Eve. Da essa, ne nasce un essere immenso, che successivamente muta in una farfalla umana con poteri devastanti. Ma Aya non si lascia sconfiggere, e il finale successivo dipenderà solo da come si è condotto il gioco. In quello migliore, mentre Aya ed Eve sono a visitare l'American Museum of Natural History (già visto nel primo videogioco della serie), Kyle fa la sua entrata, dimostrando di non essere morto.

## Modalità di gioco
Parasite Eve II è a metà strada fra una classica avventura dinamica stile Resident Evil (soprattutto per quanto riguarda le meccaniche di gioco e il controllo del personaggio) e un vero e proprio videogioco di ruolo; il gioco può, quindi, essere considerato un Action RPG. Dopo l'uccisione dei nemici e la disinfestazione di intere stanze da questi, infatti, la protagonista guadagna punti esperienza, con cui è possibile aumentare i propri poteri (tipo, portata e potenza) e soldi, utili per acquistare nuove armi e proiettili. Gran parte del gioco si svolge in ambienti chiusi pre-renderizzati (quindi non in vero 3D, proprio come ad esempio nei primi capitoli di Resident Evil). Il gioco può essere salvato soltanto attraverso i telefoni sparsi nei livelli, che permettono ad Aya di parlare con il quartier generale del M.I.S.T.

## Colonna sonora
La colonna sonora del gioco è stata composta da Naoshi Mizuta.

## Accoglienza
Proprio come il suo predecessore, Parasite Eve II è stato molto apprezzato, in quanto ha fatto vendere un milione di copie in tutto il mondo (di cui 430.000 solo in Giappone), entro il marzo del 2003.

## Citazioni
- Se si termina il gioco con il grado S, si potrà utilizzare il Gun Blade di Squall, personaggio di Final Fantasy VIII (gioco prodotto sempre dalla Squaresoft). Una volta ottenuto il grado giusto, verrà messo in vendita giocando in modalità Replay per 10.000 BP.
- I nomi di alcuni personaggi sono riferimenti diretti del film 2001: Odissea nello spazio.
- I nomi dell'oggetto chiave "Aeris" (una rivista di informatica che si trova a un certo punto del gioco) e dell'antivirus "Cloud", nominato nella stessa rivista, sono riferimenti ai due protagonisti dell'RPG Final Fantasy VII, della stessa Squaresoft.
- Nel corso del gioco, è possibile imbattersi in vari distributori automatici sulla cui facciata è riconoscibile la caratteristica bottiglia della Coca-Cola. Inoltre, è possibile trovare, nel corso del gioco, come oggetto curativo, una lattina della famosa bibita e, per andare avanti nel gioco, a Dryfield, è necessario recuperare una calamita da frigorifero che riporta il nome della suddetta ditta ed è ispirata a un noto gadget del brand.
- Nell'Akropolis Tower, al centro della Piazza, campeggia una statua imponente, chiaramente ispirata al Perseo con la testa della Medusa dello scultore fiorentino Benvenuto Cellini.
- In un dialogo fra Aya e HAL si fa scherzosamente riferimento a un fantomatico "mostro cactus", evidente omaggio a Kyactus, celebre personaggio della saga di Final Fantasy, anch'essa prodotta dall'allora SquareSoft.
- Nelle varie stanze del Motel Bronco è possibile notare ritratti di grandi protagonisti del Far West, come Billy the Kid, Wyatt Earp, Calamity Jane, Annie Oakley e Kit Carson.
- In Dryfield c'è un'insegna che riporta il nome Jack Cactus; in Final Fantasy VIII, il tema con cui viene annunciato il presidente di Galbadia Vinzer Deling è Cactus Jack.